# Konrad von Gundelfingen
Konrad von Gundelfingen (* vor 1266; † 1302) war von 1284 bis 1302 Fürstabt des damaligen Fürststifts Kempten als Konrad III. von Gundelfingen und von 1288 bis 1291 als vom König Rudolf I. eingesetzter Gegenabt in der Fürstabtei St. Gallen.

## Biographie
Konrad stammt aus dem Geschlecht der Gundelfinger, die ihren Stammsitz Hohen-Gundelfingen im heute württembergischen Amt Münsingen hatten.
Er ist nicht zu verwechseln mit dem zu fast gleicher Zeit lebenden gleichnamigen Konrad von Gundelfingen, späteren Deutschmeister des Deutschen Ordens (vgl. Liste der Deutschmeister), der aber aus dem nicht stammesgleichen edelfreien Geschlecht Gundelfingen-Hellenstein stammt.
Konrad ist als Kemptener Abt seit 1284 urkundlich.
Zwischen dem 10. und 15. Oktober 1288 setzte Rudolf von Habsburg den Konrad in St. Gallen als Gegenabt ein, als Wilhelm von Montfort wegen seiner Politik geächtet wurde. Um die Macht in der Fürstabtei und seine Territorien tobte ein erbitterter Kampf zwischen den Parteien. Konrad führte, zusammen mit dem ebenfalls königstreuen Ulrich von Ramschwag, einen erbitterten Krieg gegen Wilhelm. Dabei gewann er die Hoheit über verschiedene wichtige Burgen der Abtei, darunter die Clanx bei Appenzell, Wildberg, Burg Iberg und Alt-Toggenburg. Auch sonst war Konrad selten in St. Gallen, sondern sehr oft im Gefolge des Königs unterwegs.
Durch die Auseinandersetzungen um St. Gallen, aber auch durch die finanziellen Probleme in Kempten, die St. Gallen aufgebürdet wurden, brachte er die Fürstabtei finanziell an den Rand des Ruins. Besitztümer des Klosters wurden veräußert, um den Krieg fortzusetzen. Als König Rudolf am 15. Juli 1291 verstorben war, schlug die Lage rasch um und Konrad wurde zusammen mit dem Vogt von Ramswag von den Bürgern der Stadt verjagt. Wilhelm von Montfort konnte zurückkehren, was er den Bürgern in einer Handfeste vom 31. Juli 1291 anrechnete. Konrad schloss sich dem Habsburgischen Bund unter Ritter Jakob von Frauenfeld an und versuchte noch im Dezember 1291 von der Burg Schwarzenbach aus Wil zu erobern, was aber misslang. 1292 zog er sich nach Kempten zurück. Mit Wilhelm von Montfort muss gütlicher Vergleich zustande gekommen sein, denn es erfolgte urkundlich bestätigt am 26. Oktober 1298 eine Ausgleichszahlung von 100 Mark Silber an den Kempter Abt.
Rudolf verstarb 1302 als Abt in Kempten.